# Crisnée
Crisnée (valonă Crusnêye) este o comună francofonă din regiunea Valonia din Belgia. Comuna este formată din localitățile Crisnée, Fize-le-Marsal, Kemexhe, Odeur și Thys. Suprafața totală a comunei este de 16,83 km². La 1 ianuarie 2008 comuna avea o populație totală de 2.906 locuitori. 